# Cyclopoapseudes indecorus
Cyclopoapseudes indecorus är en kräftdjursart som beskrevs av Menzies 1953. Cyclopoapseudes indecorus ingår i släktet Cyclopoapseudes och familjen Metapseudidae. Inga underarter finns listade i Catalogue of Life.